# هویت ایرانی

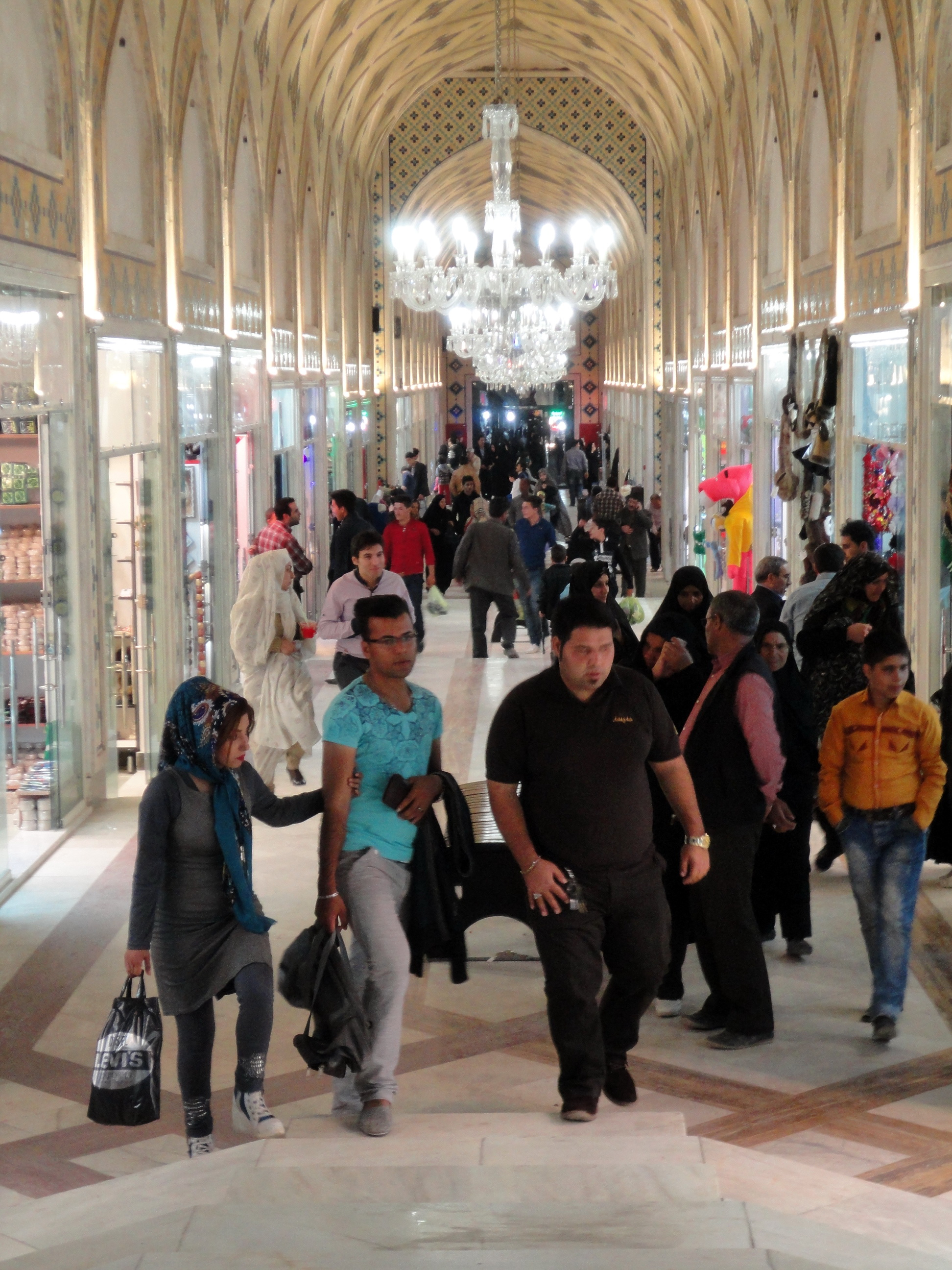
مردم در بازار، مشهد؛ ایران

هویت ایرانی حسی جمعی از سوی مردمان ایرانیِ متعلق به سرزمین‌های تاریخی ایران است. این حسِ تعریف‌شده بر اساس جغرافیا و تاریخ، از یک تجربهٔ تاریخی و سنت فرهنگی مشترک بین مردمی که در ایران‌زمین زیسته‌اند تکامل‌یافته و در عناصر فرهنگی آن مشترک است. این هویت با کشیدن مرز بین ایرانیان و بیگانگان تمایز یافته؛ یکبار بین ایرانی و انیرانی، بار دیگر در تقابل عجم-عرب، بار جسیکا در دوگانهٔ تُرک و تاجیک/تازیک و در زمان صفویان در تقابل هندی و ایرانی.
هویت ایرانی به علت موقعیت خاص جغرافیایی از سه حوزه تمدنی ایرانی، اسلامی، و غربی تأثیر پذیرفته‌است. مفهوم تاریخی ایران و انتساب به آن در نهضت‌های قومی، سیاسی، و دینیِ دوران ساسانیان شکل گرفت و در دوران اسلامی، با فراز و نشیب‌هایی پایدار ماند و در عصر ایلخانی و صفوی، تولدی دیگر یافت و در عصر جدید، به صورت هویت ملی ایران متجلی شد. از نظر ریچارد فرای ایران‌شناس آمریکایی، تشکیل کشور ایران به شکل سیاسی مربوط به سده سوم میلادی، یعنی عهد ساسانیان، است و از نظر سیاسی، این اعتقاد که همهٔ مردمی که در این سرزمین زندگی می‌کنند رعایای «پادشاه» هستند اعتقادی است که همواره در تاریخ ایران، اساس هویت سیاسی ایرانیان بوده‌است. وفاداری ایرانیان در زمان هخامنشیان معطوف به شاه یا سلسله پادشاهی بوده‌است، نه به کشور. اما این اصل، در زمان ساسانیان، مورد چالش مذهب قرار گرفت و وفاداری مردم، که تا آن زمان معطوف به پادشاه بود، جایش را به مذهب داد که با تسلط اسلام این تحول، تشدید و تثبیت شد.

## چشم اندازها درباره هویت ایرانی
چشم اندازها درباره هویت ایرانی تحت تأثیر دیدگاه های رقیب در خصوص منشأهای ملت ها بوده است. در پاسخ به این پرسش که «منشأ ملت ها چیست؟» سه چشم انداز اصلی متمایز قابل مشاهده است . اولی منعکس کننده دیدگاه رمانتیک ملی گرایانه است که ملت ها از دوران باستان عناصری طبیعی و ذاتی در تاریخ اند. چشم انداز دوم، که می توان آن را مدرنیست یا پست مدرنیست توصیف کرد ایده رمانتیک ازلی از منشأهای ملت ها را رد می کند و و ایده «ملت» را همچون برساخته ای مدرن می بیند. سومی که می توان آن را چشم انداز جنبه تاریخی بخش خواند این را تایید می کند که «ملت مدنی» محصول مدرنیته است و به این خاطر نمی توان آن را به صورت گذشته نگر به دوران های پیشامدرن اعمال کرد، ولی قویاً این گزاره مدرنیستی و پست مدرنیستی در خصوص وجود یک عدم پیوستگی رادیکال بین یک ملت مدرن و گذشته تاریخی آن را رد می کند. این چشم اندازهای متفاوت به درجات گوناگون تحقیقات ایرانشناسان در خصوص منشأهای ملت بودن و هویت ملی ایرانی را تحت تأثیر قرار داده است. همان چشم اندازها همچنین بر درک نخبگان حاکم و گروه های سیاسی در ایران قرن بیستم میلادی اثر گذاشته است. 
از قرن نوزدهم برساختن مفاهیم مدرن ایران و هویت ایرانی مخصوصاً تحت تأثیر چشم انداز رمانتیک ملی گرایانه قرار داشته است. این برساختن با کمک رپرتوار سنت های اسطوره ای و افسانه ای ایرانی و نیز تاریخ واقعی ایران دگرگون شده است. شکل های گوناگون این چشم انداز نخستین بار در میانه قرن نوزدهم میلادی پدیدار شد، و با مکتوبات انقلاب مشروطه رشد کرد، و نهایتاً بنیاد ایدئولوژیک دولت پهلوی شد و به توسعه یک دولت ملی مدرن در ایران کمک کرد. نوشته های دانشوران غربی و ایرانی نقش مهمی در پدیدار شدن این چشم انداز در رشته مطالعات ایرانی شد و سکوی پرتابی برای گروه های ملی گرای ایرانی شد. گروهی از از دانشمندان علوم اجتماعی و مورخین با رد کردن مفهوم رمانتیک و ملی گرایانه «هویت ملی» با میل آن به سوی «ملی گرایی گذشته نگر» منشأ گفتمان در خصوص ملت ها را از زمان باستان به دوره های مدرن، پس از قرن هیجدهم میلادی، جابه جا کرده اند.  بنا بر این چشم انداز، ملت ها برساخته هایی مدرن اند که  «ابداع» و یا «پنداشته» می شوند. آنان بر این اعتقادند که ملت ها برساخته ها یا ابداعاتی مصنوعی اند که از سوی طبقه های حاکم به طور تعمدی مهندسی شدند. قابل ذکر است که احسان یارشاطر ترتیبات و مدون سازی مشابهی از سنت ایران را در تحلیل خود از ترتیبات تاریخ سنتی ایران در دوره ساسانی توصیف کرده بود. گراردو نیولی نیز ایده «ابداع سنت» هابزبام را در ارزیابی خود از شکل گیری یک دولت ملی پیشامدرن در دوره ساسانی به کار گرفته بود. به هر روی موضع جنبه تاریخی بخشی یارشاطر و نیولی نشان می دهد که گونه ای از هویت ملی-قومی پیشامدرن در ایران دیرزمانی پیش از ابداع نسخه مدرن این مفهوم در قرون هیجدهم و نوزدهم وجود داشته است. 
برت فراگنر نیز، تحت تأثیر رویکرد مدرنیستی که به طور فزاینده ای محبوب بود، بیان می کند که بین هویت ملی مدرن ایرانی  و گذشته تاریخی اش یک از هم گسیختگی رادیکال وجود دارد. او معتقد است که ملی گرایی مدرن ایرانی نمونه خوبی از این است که جنبه های بی ربط «هژمونی ایرانی» که در دوره قرون وسطی شایع بود چگونه برای برساختن یک فرهنگ و هویت ملی مدرن مورد استفاده قرار گرفته است. او در توضیح ایده های خود پارادایم سودمندی را معرفی کرده تا نشان دهد چگونه فارسی به عنوان نخستین «زبان میانجی» در تمدن اسلامی قرون وسطی به عنوان یک شیوه ارتباطی بین منطقه ای پراکنده شد. عنصر کلیدی فرمولبندی فراگنر، با الهام از نظریه هژمونی فرهنگی آنتونیو گرامشی، «هژمونی زبان فارسی» است. هژمونی زمانی تحقق می یابد که طبقه های حکومت گر چیرگی خود را نه فقط از طریق استفاده از زور، بلکه همچنین از طریق اجماع، حفظ کنند. آنان با اعمال رهبری اخلاقی و فکری از طریق شبکه ای از نهادها، روابط اجتماعی و ایده ها به این هدف دست یافتند. به هر روی به نظر می رسد پارایم سودمند او نقش هژمونی فارسی در شکل گیری هویت مناطق اسلامی غیر ایرانی را با نقش آن در فلات ایران خلط می کند.  زبان فارسی در سرزمین های ایران، که فارسی نو در آن توسعه یافت، بود که عمیقاً ریشه داشت، جایی که فرهنگ ایرانی شایع بود، جایی که ادیبان فارسی به عنوان یک  هسته قومی مسلط با آگاهی تاریخی موجود بودند و جایی که  ساخت درجریان هویت ایرانی پیشامدرن را تا دوران مدرن بنیان نهاد. پارادایم جهانشمول فراگنر بدین ترتیب اساساً به امپراطوری عثمانی، آسیای مرکزی، امپراطوری مغول و آسیای جنوب شرقی و نه به فلات ایران و قلمروی جامعه سیاسی آن قابل اعمال است. سرزمین ایران در سراسر دوره ساسانی و پس از دوره ای فطرت ها و فراز و نشیب ها در اوایل دوره اسلامی به طور متمایزی به عنوان «ایران» یا ایرانشهر شناخته می شده است، مفهومی که از قرن سیزدهم دوباره با آن شناخته شده است.
دیگر رویکرد محبوب مدرنیستی به ملت ها  همچون «جوامع تصوری» می نگرد، و استدلال می کند که ایده همدلی در جوامع فراتر از گروه های اولیه دارای ارتباط چهره به چهره، نظیر روستاها یا دودمان های ایلیاتی یا محله ها، تنها در ذهن اعضای آن وجود دارد. اصطلاح استعاری «جوامع تصوری» توجه شماری از نویسندگان ایرانی را در رویکرد آنان نسبت به منشأهای هویت ایرانی جذب کرده است. حدود استعاری جوامع تصوری «فراتر از فهم تاریخی» آن رفته و بدون هیچ ارجاعی به بقیه نظریه اندرسون به مورد ایران اعمال شده است. بدین ترتیب نقشی که زبان اداری به عنوان یک عنصر مهم در ترویج «انسجام پیشا ملی» در قلمروهای دودمانی پیشا مدرن ایفا کرده را نادیده گرفته. این مفاهیم مدرنیستی در خصوص هویت ملی مبتنی بر سنخ های آرمانی تجربه های مدرن مدنی-سرزمینی ملت شدن جوامع اروپایی است. ملت های پیشامدرن غیرغربی به طور مناسبی در این مدل جای نمی گیرند. ایده هویت ملی جوامع آسیا غالباً ناشی از منشأهای تبارشناسانه افسانه ای و سرزمینی و فرهنگ زبان محلی و دین است.
چشم انداز جنبه تاریخی بخش با نفی باور به یک مفهوم رمانتیک باستانی از هویت ملی و نیز اعتقاد مدرنیستی و پست مدرنیستی از یک گسست تاریخی رادیکال در منشأهای ملت ها، بر نقش نیروهای تاریخی در شکل گیری ملت های مدرن تأکید می کند. این چشم انداز بر منشأهای تاریخی جوامع قومی-فرهنگی تمرکز می کند و پیشنهاد می کند که ملت ها و ملی گرایی های مدرن محصولات فرایندهای بلندمدت تاریخی هستند. کیفیت جنبه تاریخی بخش «ملت» در اسطوره ها، حافظه ها، ارزش ها و نماد ها پی جسته می شود. هواداران چشم انداز جنبه تاریخی بخش جوامع قومی و ملت ها را پدیده هایی تاریخی می بینند که تابع «جریان و تغییر» اند. از جمله ایرانشناسانی که نسخه های متفاوتی از چشم انداز جنبه تاریخی بخش را ترجیح داده اند عبارتند از احسان یارشاطر، گراردو نیولی، ان لمتون، الساندرو بوزانی، روی متحده، دیوید مورگان، فریدون آدمیت، شاهرخ مسکوب، محمدرضا شفیعی کدکنی و محمد توکلی طرقی.

## مولفه‌های هویت ایرانی
مقالات اصلی: زبان فارسی، جغرافیای ایران، دین در ایران
جغرافیای فلات ایران، تاریخ ایران، زبان فارسی، دین اسلام، تجددخواهی و میل به پیشرفت، عناصر اصلی هویت ایرانی را تشکیل می‌دهند. با این حال آنچه بیشتر محققان ایرانی بر آن اتفاق نظر دارند این است که سه رکن مهم و عمده هویت ملی در ایران عبارت‌اند از:
1. جغرافیا و سرزمین با نوسانات میان فلات ایران با مناطق کوهستانی آن.[۹]
2. زبان فارسی با همهٔ تغییراتی که در اثر آمیزش با زبانهای دیگر داشته‌است.[۱۰]
3. دین اسلام که با وجود همه اختلافات فرقه‌ای، اصل و اساس آن ثابت و استوار مانده‌است.[۱۱]

بیشتر ایرانیان از دوران باستان تاکنون در فلات ایران زندگی کرده‌اند و مرزهای جغرافیایی این فلات هویت‌بخش مکان و بومِ زیست ایرانیان به‌شمار می‌رود. ایرانیان در این مکان خود را یافته‌اند و در طی قرن‌ها، با نوسانات زیست‌محیطی آن، خود را تطبیق داده‌اند. نه تنها در ایران بلکه در بین همهٔ ملتها، سرزمین مشترک در جغرافیای سیاسی امروز و تشکیل واحدهای مستقل سیاسی به اندازه‌ای اهمیت یافته‌است که بررسی هویت ملی بدون در نظر گرفتن آن، مطالعه‌ای ناقص خواهدبود. در این میان، برخی همان واحد سیاسی را محور و عامل اصلی هویت ملی می‌دانند.
زبان فارسی یکی از زبان‌های هندواروپایی در شاخه زبان‌های ایرانی جنوب غربی است که در کشورهای ایران، افغانستان، تاجیکستان و ازبکستان به آن سخن می‌گویند. فارسی‌زبان رسمی کشورهای ایران و تاجیکستان و یکی از دو زبان رسمی افغانستان (در کنار پشتو) است. زبان رسمی کشور هندوستان نیز تا پیش از ورود انگلستان به این کشور، فارسی بود. زبان فارسی در افغانستان به‌طور رسمی دری و در تاجیکستان تاجیکی خوانده شده‌است. فارسی از دیدگاه شمار و گوناگونی مَثَل‌ها در میان سه زبان نخست جهان قرار دارد. با ورود واژگانی از زبان عربی و زبانهای دیگری مانند یونانی، آرامی، ترکی و غیره، زبان فارسی، از نظر تعداد واژه‌ها، یکی از غنی‌ترین زبانها شده‌است. در کمتر زبانی، فرهنگ واژگانی چون لغتنامهٔ دهخدا در ۲۰ جلد یا فرهنگ بزرگ سخن در ۸ جلد دیده می‌شود.
فارسی‌زبان نخست بیست میلیون تن در افغانستان، پنج میلیون تن در تاجیکستان، و حدود هفت میلیون تن در ازبکستان است. با توجه به رسمی بودن زبان فارسی در ایران، افغانستان، و تاجیکستان و چیرگی گویش‌وران سایر زبان‌ها بدان به عنوان زبان دوم، روی هم رفته می‌توان شمار فارسی گویان جهان را نزدیک به ۱۲۰ تا ۲۰۰ میلیون تن برآورد کرد.
دین اسلام به وسیله نویسندگان مختلف به عنوان پایه مهمی از هویت ملی ایران تلقی می‌شود. وجود احساسات مذهبی و ترکیب تقریباً نود و هشت درصدی مسلمان مردم ایران و تحولاتی که این دین در طول تاریخ ایران به وجود آورده، مؤید این ادعا است که اسلام یکی دیگر از ارکان هویت ملی ایران تلقی می‌شود. تلفیق دین در سایر عناصر هویت ملی به قدری شدید است که موجب تثبیت عنصر معنایی دین به عنوان هویتی چند وجهی در ایرانیت شده‌است.

### هویت ملی ایرانیان در دوران معاصر
در ایران، موج تجدد خواهی از اوایل سلطنت ناصرالدین شاه قاجار و برخورد با تمدن جدید پا گرفته در اروپا و رشدیافته در قاره آمریکا، رواج یافت. این پدیده ابتدا در طبقه خواص یا نخبگان جامعه و سپس در میان عموم مردم رشد کرد و به انقلاب مشروطه انجامید. به این ترتیب، تجدد خواهی یا میل به پیشرفت به عنوان عنصر تازه‌ای در هویت و فرهنگ ایران به ظهور پیوست. اندیشمندانی که به بحث دربارهٔ هویت ایرانی پرداخته‌اند هر یک به گونه‌ای بر عناصر ذکر شده اشاره می‌کنند. ذبیح‌الله صفا زبان فارسی و نهاد شاهنشاهی را دو عنصر اصلی هویت ایران ذکر می‌کند. شاهرخ مسکوب تاریخ و زبان را برای ایرانیان مقوّم شخصیت می‌داند. عبدالکریم سروش باور دارد هویت ایرانی متشکل از سه فرهنگ ایرانی، اسلامی، و غربی می‌باشد. فرهنگ رجائی، ضمن بیان اندیشهٔ نویسندگان فوق، خود، به ایران و اسلام و تجدد، عنصر سنت را نیز اضافه می‌نماید. نیکی کدی نیز سه عنصر جغرافیای فلات ایران، زبان فارسی، و مذهب شیعه را از عناصر اصلی هویت ایرانی می‌داند. بحث دربارهٔ هویت ایرانی از مشروطیت آغاز شد که در آن دوران، به باستان‌گرایی توجه لازم گردید. به علاوه، هویت فرهنگی ایرانیان دارای مؤلفه‌ها و بخش‌های گوناگونی است که با هویت ملی، هویت دینی، هویت قومی، و… ارتباط می‌یابد. همچنین اولین عنصر بنیادین هویت ملی ایرانی، تاریخ است که دارای دو بخش اسطوره‌ای و تاریخیِ عینی است. به علاوه، می‌توان به زبان، آداب و رسوم، و… نیز در زمینهٔ هویت ایرانی اشاره کرد.